# Loop & Corkscrew
Loop & Corkscrew ist die Bezeichnung eines Stahlachterbahnmodells des Herstellers Arrow Dynamics, welches erstmals 1978 ausgeliefert wurde. Der Streckenverlauf entspricht im Wesentlichen dem des Achterbahnmodells Corkscrew desselben Herstellers, verfügt jedoch zusätzlich nach der ersten Abfahrt über einen Looping.
Die Züge verfügen üblicherweise über sieben Wagen, in denen jeweils vier Personen (zwei Reihen à zwei Personen) Platz nehmen können.

## Standorte
| Achterbahn                           | Betreiber                                                   | Land                           | Eröffnung                          | Schließung                    |
| ------------------------------------ | ----------------------------------------------------------- | ------------------------------ | ---------------------------------- | ----------------------------- |
| Corkscrew Coaster                    | Rainbow’s End                                               | Neuseeland                     | 1986                               |                               |
| Halilintar                           | Dunia Fantasi                                               | Indonesien                     | 1987                               |                               |
| Sea Viper                            | Sea World                                                   | Australien                     | Dezember 1981                      | 2014                          |
| Space Salamander                     | Expoland                                                    | Japan                          | 1980                               | 9. Dezember 2007              |
| Steamin’ Demon Ragin’ Cajun          | Great Escape Pontchartrain Beach                            | Vereinigte Staaten             | 1984 1978                          | 1983                          |
| Wild Thing Loop Corkscrew            | Wild Waves Theme & Water Park Rocky Point Park              | Vereinigte Staaten             | 24. Juni 1997 1984                 | 1995                          |
| Zimerman unbekannter Name Revolution | Gloria’s Fantasyland DelGrosso’s Amusement Park Libertyland | Philippinen Vereinigte Staaten | 14. Februar 2014 nie eröffnet 1979 | nie eröffnet 29. Oktober 2005 |

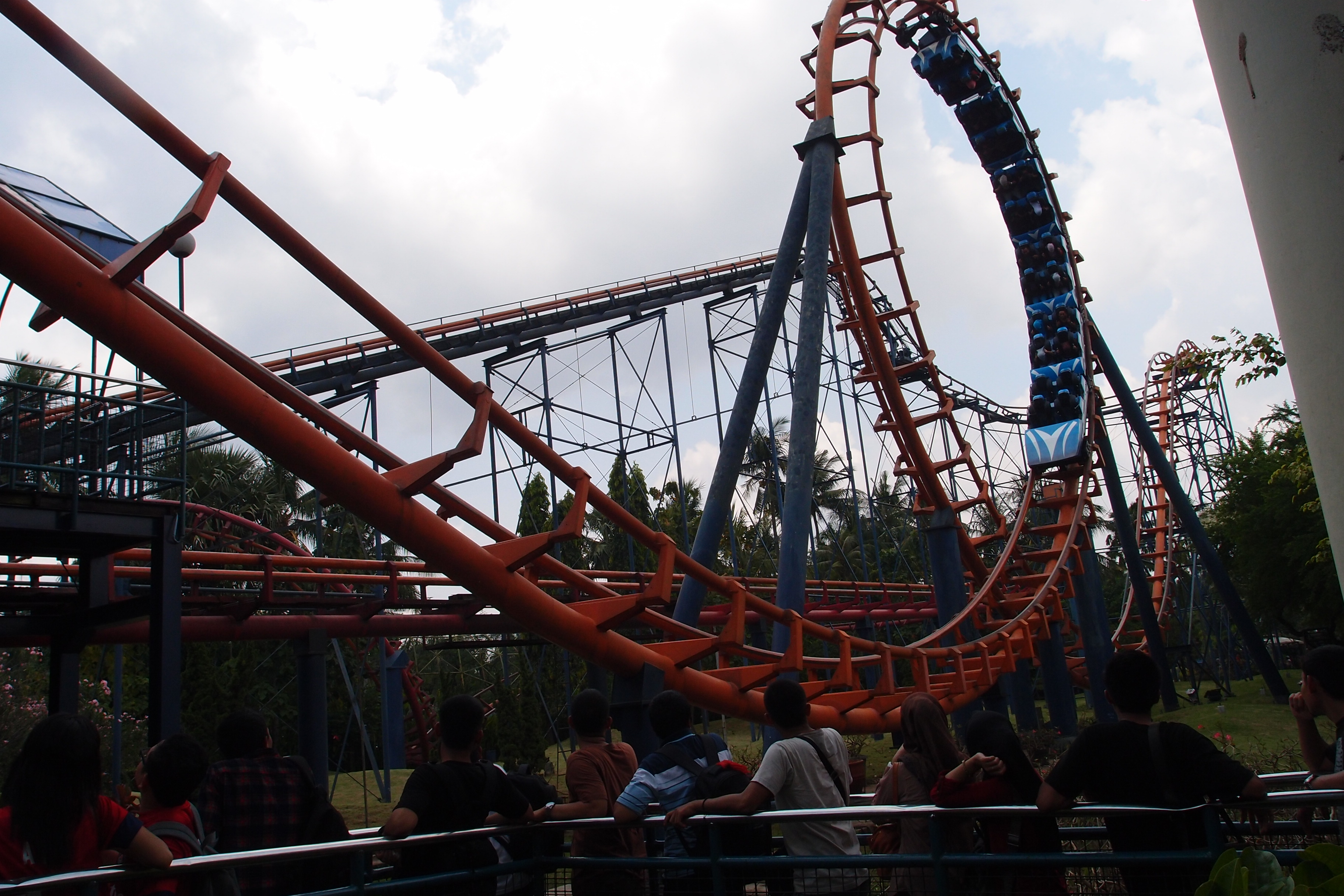
Halilintar in Dunia Fantasi
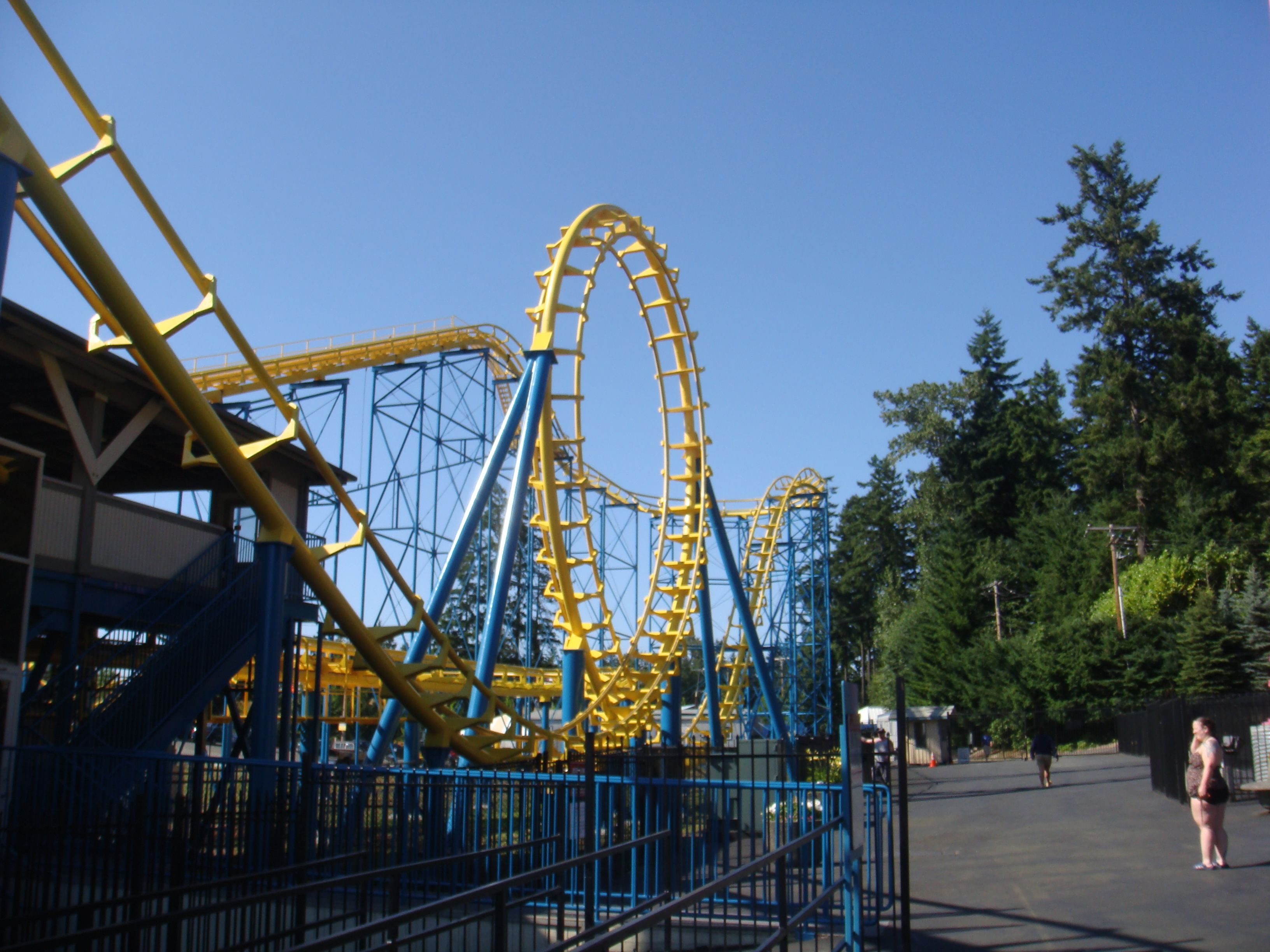
Wild Thing in Wild Waves Theme & Water Park